# Острів КРК
«Острів КРК» (або «Острів КРК та інші історії»)  — книга українського письменника Юрка Іздрика,  надрукована 1998 року видавництвом «Лілея-НВ».
| Існування мови є рудиментарним ІЗДРИК До цієї книжки увійшли речі, написані кількома роками раніше, коли світ ще не виглядав таким приреченим, але, безперечно, вже був приречений. «Острів КРК», повість «про кохання як порятунок і свободу як прокляття», та кілька коротких новел — ото, властиво, і весь її вміст. Та ще авторські коментарі, котрі, можливо, крім самого автора, нікому не потрібні. Та ще передмова Юрія Андруховича, більше схожа на післямову до всього корпусу теперішнього українського письменства. - 1998 рік — видавництво «Лілея-НВ». 1. 2. 3. 1. Іздрик. Острів КРК та інші історії (електронна версія) [Архівовано 5 березня 2016 у Wayback Machine.] на Лібрусек. — Процитовано 16 грудня 2012 (укр.) 2. Юрко Іздрик. Острів КРК та інші історії (збірка) [Архівовано 17 березня 2013 у Wayback Machine.] у Е-бібліотеці «Чтиво». — Процитовано 16 грудня 2012 \| \| Це незавершена стаття про книгу. Ви можете допомогти проєкту, виправивши або дописавши її. \| |                                                                                            |
| книги | Це незавершена стаття про книгу. Ви можете допомогти проєкту, виправивши або дописавши її. |